# Punta Escarpada
La punta Escarpada (en inglés: Bold Point) es un cabo que constituye el extremo sur de la península Panigadi, ubicada en la costa oeste de la isla Gran Malvina entre el estrecho de San Carlos y la caleta Escarpada en las islas Malvinas. Se halla al noreste de Puerto Mitre.
Este accidente geográfico es uno de los puntos que determinan las líneas de base de la República Argentina, a partir de las cuales se miden los espacios marítimos que rodean al archipiélago.
En la entrada al puerto Fitz Roy de la isla Soledad hay otra punta con el mismo nombre (51°46′S 58°03′O / -51.767, -58.050).